# Gladiolus guthriei
Gladiolus guthriei är en irisväxtart som beskrevs av F.Bolus. Gladiolus guthriei ingår i släktet sabelliljor, och familjen irisväxter. Inga underarter finns listade i Catalogue of Life.